# Nationale Volkspartij
De Nationale Volkspartij (NVP) of Partido Nashonal di Pueblo (PNP) is een Curaçaose en Antilliaanse politieke partij van christendemocratische, katholieke signatuur. Het is de op een na oudste nog bestaande politieke partij van Curaçao.

## Geschiedenis
De partij werd opgericht op 19 april 1948 door Moises Frumencio da Costa Gomez. Hij scheidde zich hiermee af van de Curaçaosche Katholieke Partij (na deze scheuring hernoemd tot Katholieke Volkspartij), vanwege de naar zijn mening te sterke verbondenheid van deze partij met de kerk. Met Da Costa Gomez stond de partij aan de basis van de totstandkoming van het Statuut voor het Koninkrijk der Nederlanden in 1954, maar ze verloor in dat jaar de verkiezingen voor de Staten van de Nederlandse Antillen en bleef daarna tot 1969 in de oppositie. Op Curaçao vormde de partij in deze periode wel lange tijd het eilandsbestuur. Grote rivaal van de NVP destijds was de liberale Democratische Partij van Efraïn Jonckheer.
Na de Opstand van 30 mei 1969 werd een Antilliaanse regering van nationale eenheid gevormd met DP, NVP en de nieuw opgerichte FOL. Sindsdien is de NVP de langst regerende politieke partij op Curaçao. Tussen 1973 en 1977 met Juancho Evertsz, in 1985 en tussen 1988 en 1993 met Maria Liberia-Peters en in 1999 met Suzanne Camelia-Römer leverde de partij bovendien de minister-president van de Nederlandse Antillen. Na het staatkundige referendum in 1993, waarin de Curaçaose bevolking tegen de zin van de NVP/PNP koos voor behoud van de Nederlandse Antillen en niet voor autonomie voor Curaçao, verloor de partij echter haar leidende positie in de Curaçaose politiek aan de toen nieuw opgerichte PAR. 
Op eilandsniveau is NVP/PNP sinds 1954 bijna permanent in het bestuur vertegenwoordigd geweest, met uitzondering van de perioden 1967 - 1971, 1995 - 1999 en enkele korte perioden tussen 2003 en 2007.

## Staten van Curaçao
Na de ontbinding van de Nederlandse Antillen wist de partij haar vertegenwoordiging in de Staten van Curaçao tot 2017 te handhaven. Zij nam deel aan de coalitieregeringen van kabinetten Whiteman I en Whiteman II. In 2017 verliet Suzy Camelia-Römer na een conflict met partijleider Humphrey Davelaar de PNP, en richtte de Partido Inovashon Nashonal (PIN) op. Bij de Statenverkiezingen van dat voorjaar won zij 1 zetel, en verdween de PNP uit de Staten van Curaçao. Davelaar trad vervolgens af als partijleider en werd op 14 juni 2018 opgevolgd door Ruthmilda Larmonie-Cecilia. Onder haar leiderschap keerde de partij bij de verkiezingen in 2021 terug in het parlement met een winst van 4 zetels.

## Partijleiders
- 1948 - 1966: Moises Frumencio "Doktoor" da Costa Gomez
- 1966 - 1967: Salomon "Momon" Abad
- 1967 - 1977: Juancho Evertsz
- 1977 - 1982: Alejandro Felippe Paula
- 1982 - 1994: Maria Liberia-Peters
- 1994 - 2002: Suzanne "Suzy" Camelia-Römer
- 2002 - 2004: Maria Liberia-Peters
- 2004 - 2008: Ersilia "Zus" de Lannooy
- 2015 - 2018: Humphrey Davelaar
- 2018 - heden:   Ruthmilda Larmonie-Cecilia